# Lucien Gélas
Lucien Gélas (* 15. Januar 1873 in Menton; † 5. Juni 1944) war ein französischer Gitarrist, Komponist und Musikpädagoge. Er entwickelte die sogenannte „Doppelresonanzgitarre“.

## Leben
Gélas studierte bis 1915 Gitarre bei Miguel Llobet und Auguste Zurfluh in Paris. Da die Gitarre zu dieser Zeit wenig in Paris beachtet wurde, gab er so gut wie keine Konzerte. Er widmete sich der Weiterentwicklung des Instruments und erfand Zupfinstrumente mit doppelter Decke. Gefertigt wurden die Instrumente erstmals vom Fabrikanten Théodore Gaudet. Patentieren ließ er sich seine Erfindung 1905 in Paris. Lizenziert kamen sie nach Deutschland, wo sie als Doppelresonanzgitarren verkauft wurden. Bekannte Gitarristen wie Heinrich Albert, Luise Walker und Bruno Henze spielten auf einer Gélas-Gitarre. Kopien der Doppelresonanzgitarren von Gélas wurden von Unico Hensel, Inhaber eines Münchener Musikhauses, dessen Abteilung für Gitarren- und Lautenbau Felix Seboldt leitete, vertrieben.